# دن کرول
دنیل فرانسیس کرول ((به انگلیسی: Daniel Francis Croll)، زاده ۱۸ ژوئیه ۱۹۹۰) یک خواننده و ترانه‌سرای بریتانیایی اهل نیوکاسل-آندر-لایم انگلستان است. وی در سبک‌های پاپ راک، ایندی پاپ، ایندی راک و فولکترونیکا اجرا کرده‌است.